# Alexander Iwanowitsch Koroljuk
Alexander Iwanowitsch Koroljuk (russisch Александр Иванович Королюк; * 15. Januar 1976 in Moskau, Russische SFSR) ist ein russischer Eishockeyspieler, der zuletzt beim HK Jugra Chanty-Mansijsk in der Kontinentalen Hockey-Liga unter Vertrag stand.

## Karriere
Koroljuk begann zur Saison 1993/94 bei Krylja Sowetow Moskau in der russischen Superliga seine Profikarriere. Dort spielte er zunächst bis in die Saison 1996/97 hinein, ehe er nach Nordamerika in die International Hockey League zu den Manitoba Moose wechselte.
Nachdem ihn die San Jose Sharks bereits im NHL Entry Draft 1994 in der sechsten Runde an der 141. Position ausgewählt hatten, unterzeichnete er vor dem Beginn der Saison 1997/98 dort einen Vertrag. Zunächst setzten ihn die Sharks in der American Hockey League bei den Kentucky Thoroughblades ein, holten ihn jedoch während der Saison in die National Hockey League. Die darauffolgende Saison verbrachte Koroljuk wieder in der AHL und NHL. In der Saison 1999/2000 etablierte sich der Russe im Kader der Nordkalifornier. Da sein Vertrag am Ende der Spielzeit jedoch auslief und die Sharks nicht gewillt waren ihm einen besser dotierten Vertrag vorzulegen, wechselte er zurück nach Russland zu Ak Bars Kasan. Nach kurzer Zeit akzeptierte er dann doch das Angebot aus San José und kehrte in die USA zurück, wo er bis zum Ende der Saison 2001/02 blieb.
Danach zog es Koroljuk abermals in sein Heimatland zurück. Bei Ak Bars Kasan spielte er die gesamte Saison 2002/03, ehe er dann in der folgenden Spielzeit wieder für ein Jahr bei den Sharks anheuerte. Aufgrund des NHL-Lockout während der gesamten Saison 2004/05 ging Koroljuk wieder nach Russland. Ein Jahr spielte er bei Witjas Tschechow in der zweitklassigen russischen Wysschaja Liga. Als Topscorer der Liga führte er das Team zum Aufstieg in die Superliga, wechselte für den Rest der Spielzeit aber zu Chimik Woskressensk. Im Sommer kehrte er dann nach Tschechow zurück. Wegen seiner Leistungen in der Saison 2005/06 nahm er im Februar 2006 für Russland am olympischen Eishockeyturnier teil.
Im Sommer 2006 gaben die Sharks Koroljuks Transferrechte, zusammen mit Jim Fahey, an die New Jersey Devils ab, da sie nicht mit seiner Rückkehr in die NHL rechneten, und erhielten dafür unter anderem einen Erstrunden-Pick im NHL Entry Draft 2007. Am 16. Februar 2007 holte sich San Jose im Austausch für einen Drittrunden-Pick im Entry Draft 2007 Koroljuks Transferrechte von den Devils zurück. Nur sechs Tage später gab Sharks-General-Manager Doug Wilson bekannt, dass das Tauschgeschäft rückgängig gemacht wurde, da sich Koroljuk für ein Bleiben in Russland entschieden hatte. Koroljuk blieb bis zum Ende der Saison 2007/08 bei Witjas Tschechow. Nach der Gründung der Kontinentalen Hockey-Liga wechselte er im Sommer 2008 zum Ligarivalen Atlant Mytischtschi, den er nach nur einem Jahr verließ, um sich dem SKA Sankt Petersburg anzuschließen.
Die Saison 2010/11 verbrachte er bei Lokomotive Jaroslawl, erhielt aber nach Saisonende keinen neuen Vertrag. Erst im September 2011, kurz nach Beginn der Saison 2011/12, unterzeichnete Koroljuk einen Vertrag bei Neftechimik Nischnekamsk. Im Juni 2012 kehrte er zu Witjas Tschechow zurück. Nachdem Witjas die Play-offs nicht mehr erreichen konnte, wurde Koroljuk im Januar 2013 an den HK Metallurg Magnitogorsk ausgeliehen und kehrte nach Saisonende zu Witjas zurück.
Zu Beginn der Saison 2014/15 stand er wieder bei Neftechimik unter Vertrag, ehe er im November 2014 zum HK Jugra Chanty-Mansijsk wechselte.

## Erfolge und Auszeichnungen
- 2005 Topscorer der Wysschaja Liga
- 2005 Bester Torschütze der Wysschaja Liga
- 2008 Bester Vorlagengeber der Superliga
- 2009 KHL-Stürmer des Monats Januar

### International
- 1994 Silbermedaille bei der U18-Junioren-Europameisterschaft
- 1995 Silbermedaille bei der Junioren-Weltmeisterschaft
- 1995 Bester Torschütze der Junioren-Weltmeisterschaft (gemeinsam mit Éric Dazé)
- 1996 Bronzemedaille bei der Junioren-Weltmeisterschaft
- 1996 Bester Torschütze der Junioren-Weltmeisterschaft (gemeinsam mit fünf weiteren Spielern)

## Karrierestatistik

### International
Vertrat Russland bei:
- U18-Junioren-Europameisterschaft 1994
- Junioren-Weltmeisterschaft 1995
- Junioren-Weltmeisterschaft 1996
- Weltmeisterschaft 1997
- Weltmeisterschaft 2001
- Olympischen Winterspielen 2006

(Legende zur Spielerstatistik: Sp oder GP = absolvierte Spiele; T oder G = erzielte Tore; V oder A = erzielte Assists; Pkt oder Pts = erzielte Scorerpunkte; SM oder PIM = erhaltene Strafminuten; +/− = Plus/Minus-Bilanz; PP = erzielte Überzahltore; SH = erzielte Unterzahltore; GW = erzielte Siegtore; 1 Play-downs/Relegation; Kursiv: Statistik nicht vollständig)